# Max Pécas
Max Pécas est un réalisateur, scénariste et producteur de cinéma français, né le 25 avril 1925 à Lyon et mort le 10 février 2003 à Paris.

## Biographie

### Carrière

#### Polar
Max Pécas devient régisseur de théâtre avant de faire ses premiers pas au cinéma comme assistant réalisateur. Admirateur d'Hitchcock, il entame sa carrière de réalisateur avec des films policiers à petits budgets, le plus souvent teintés de sensualité. Son premier long métrage Le Cercle vicieux est une adaptation du roman La Mort dans l'âme signée Frédéric Valmain . Il tourne au long des années 1960 une dizaine de « polars sexys » avec pour interprètes Sophie Hardy, Pierre Brice ou Jean Topart. Il lance véritablement la carrière de l'actrice allemande Elke Sommer en lui confiant des rôles principaux dans De quoi tu te mêles, Daniela ! et Douce Violence.
Dès 1963, Max Pécas devient indépendant et fonde sa propre société de production Les Films du Griffon. Il écrit la plupart de ses scénarios. L'écrivain et critique Jean-Patrick Manchette fait ses premières armes avec lui comme scénariste et assistant, collaborant entre autres à La Peur et l'Amour. Le réalisateur reconnaîtra avoir joué avec la censure d'alors et recherché l'interdiction de ses films aux mineurs afin d'attirer un public désireux de s'« encanailler ».

#### Érotisme
Après 1968, il se spécialise dans le film érotique soft, ou films de charme avec des titres comme Claude et Greta, Je suis une nymphomane, Je suis frigide... pourquoi ? (seul échec commercial), Club privé ou Sexuellement vôtre. Il fait tourner notamment Sandra Julien, Marie-Georges Pascal ou Valérie Boisgel. Il s'impose aux côtés de José Bénazéraf comme un des maîtres du genre, capable de bien s'exporter. Radley Metzger assure la distribution de plusieurs de ses films aux États-Unis. Passées du polar de série B à l'érotisme soft, les carrières de Pécas et Bénazéraf divergeront avec la libéralisation de la censure voulue par Valéry Giscard d'Estaing.
En 1975, le porno arrive sur les écrans français et les distributeurs le contraignent à tourner une version hardcore de son film Félicia, avec l'accord des acteurs, dont la réalisation était déjà bien avancée. Le film, avec Béatrice Harnois en vedette, sort donc en deux versions, tout comme Luxure (avec Karine Gambier) l'année suivante. C'est à contrecœur et pour sauver sa société de production, que Max Pécas fait ainsi un bref passage dans la pornographie.
Homme de troupe, Max Pécas aime à retrouver de film en film des mêmes collaborateurs. Derry Hall signe la musique de ses films, Robert Lefebvre puis Roger Fellous assurent la photographie quand son fils Michel Pécas est au montage.

#### Comédie
Il s'oriente enfin vers des comédies pour adolescents qui connaissent un grand succès. Mêlant érotisme plus ou moins graveleux et vaudeville approximatif, elles sont souvent considérées comme des nanars, bien que certains les considèrent plutôt comme des navets. Le réalisateur a su mettre à profit, au cours des années 1980, le financement par Canal+ de la production cinématographique.

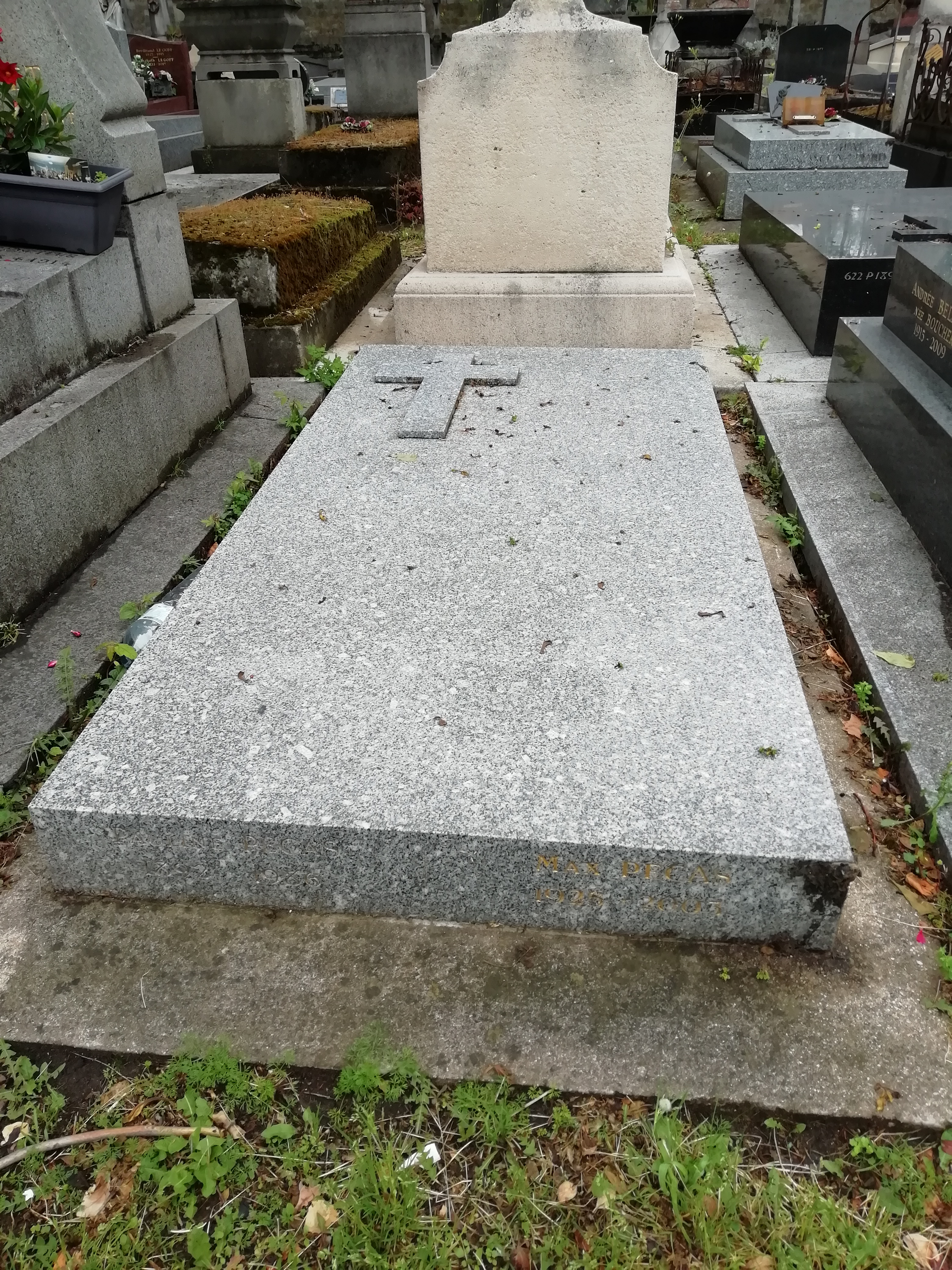
Tombe de Max Pécas au cimetière du Montparnasse (division 26).

Olivia Dutron, Sylvain Chamarande, Daniel Derval, Michel Vocoret ou Gérard Croce (qui travaille aussi à la production) s'imposent comme des figures récurrentes de cette « troisième période » de Max Pécas. Il fait aussi 
tourner Philippe Caroit, Xavier Deluc, Ticky Holgado, Luq Hamet, Caroline Tresca et Victoria Abril. Regroupant Jean Lefebvre, Bernadette Lafont et Georges Beller, le casting de On n'est pas sorti de l'auberge peut sembler prestigieux si on le compare à ceux des autres comédies à succès du réalisateur. Max Pécas coécrit alors ses scénarios avec Claude Mulot et Didier Philippe-Gérard.
Devenu une valeur sûre du box-office, Max Pécas connaît un sérieux échec en essayant de renouer avec le genre policier avec Brigade des mœurs. Les deux derniers volets de sa trilogie tropézienne ne lui permettent pas de retrouver son public et sa maison de production fait faillite.
En octobre 1986, son ami Claude Mulot meurt à Saint-Tropez par noyade, ce qui affectera profondément Max Pécas, car il réalisait ses derniers films avec lui, ou avec ses conseils. Après un dernier film en 1987, Max Pécas se retire du monde du cinéma.

### Vie privée
Son fils Michel a travaillé avec lui comme monteur ou assistant réalisateur sur plusieurs de ses films. Une fille de Max Pécas, Corinne, épousa l'influent éditeur Jean-Paul Enthoven en 1981.
Amoureux de la vie autant que du cinéma, Max Pécas cherchera à faire de ses tournages des moments de plaisirs partagés et ne conclura guère de journées de travail sans parties de pétanque ou de tennis, ses autres grandes passions.
Max Pécas est mort d'un cancer du poumon le 10 février 2003 à Paris. Il est inhumé au cimetière du Montparnasse (division 26, petit cimetière, quelques mètres derrière Guy de Maupassant).

## Réception critique
Les films de Max Pécas sont parfois considérés comme des exemples-types de nanars : budgets rachitiques, gags souvent lourds et répétitifs, acteurs connotés (Jean Lefebvre, Katia Tchenko), filles dénudées...
Si les scénarios de ses films sont le plus souvent critiqués, on reconnaît au réalisateur sa compétence sur le plan technique et sa capacité de s'entourer de professionnels de qualité comme Robert Lefebvre, Roger Fellous, Jean-Patrick Manchette ou Jean-Claude Couty à la photographie et Patrick Aubrée au script.
Des documentaires-hommages lui sont consacrés :
- I Am a Nymphomaniac : The Films of Max Pecas, un épisode de la série Eurotika!, diffusée en 1999 sur Channel 4 est consacré à Max Pécas.
- Michel Guillerm lui a consacré un documentaire Max Pécas, le roi du navet diffusé le 7 juin 2011 sur Paris Première, lors d'une soirée spéciale.

## Filmographie

### Réalisateur

#### Assistant réalisateur
- 1946 : Nuit sans fin de Jacques Séverac
- 1948 : Sergil et le Dictateur, de Jacques Daroy
- 1949 : Le Droit de l'enfant de Jacques Daroy
- 1949 : La Passagère de Jacques Daroy
- 1950 : La Maison du printemps de Jacques Daroy
- 1951 : Porte d'Orient de Jacques Daroy
- 1952 : Sergil chez les filles de Jacques Daroy
- 1956 : Trois de la Canebière de Maurice de Canonge
- 1957 : Trois de la marine de Maurice de Canonge
- 1957 : La Fille de feu d'Alfred Rode
- 1959 : Visa pour l'enfer d'Alfred Rode

#### Réalisateur
- 1960 : Le Cercle vicieux
- 1961 : De quoi tu te mêles, Daniela !
- 1961 : La Belle et le Champion (court métrage)
- 1962 : Douce Violence
- 1962 : Une femme aux abois (et scénariste)
- 1963 : Cinq filles en furie (et scénariste)
- 1964 : La Baie du désir (et scénariste)
- 1965 : Espions à l'affût  (et scénariste)
- 1966 : La Peur et l'Amour (et scénariste)
- 1968 : La Violence et l'amour (et scénariste)
- 1968 : La Nuit la plus chaude (et scénariste)
- 1970 : La Main noire, scénario de Jean-Pierre Bastid
- 1970 : Claude et Greta (et scénariste)
- 1971 : Je suis une nymphomane (et scénariste)
- 1973 : Je suis frigide... pourquoi ? (et scénariste)
- 1974 : Club privé pour couples avertis (et scénariste)
- 1974 : Sexuellement vôtre (et scénariste)
- 1975 : Rêves pornos (ou Le Dictionnaire de l'érotisme)  (et scénariste)
- 1975 : Les Mille et une perversions de Felicia (et scénariste)
- 1976 : Luxure (et scénariste)
- 1977 : Marche pas sur mes lacets (et scénariste)
- 1978 : Embraye bidasse, ça fume (et scénariste)
- 1979 : On est venu là pour s'éclater (et scénariste)
- 1980 : Mieux vaut être riche et bien portant que fauché et mal foutu (et scénariste)
- 1981 : Belles, blondes et bronzées (et scénariste)
- 1982 : On n'est pas sorti de l'auberge
- 1983 : Les Branchés à Saint-Tropez (et scénariste)
- 1985 : Brigade des mœurs (et scénariste)
- 1986 : Deux enfoirés à Saint-Tropez (et scénariste)
- 1987 : On se calme et on boit frais à Saint-Tropez (et scénariste)

### Producteur avecLes Films du Griffon
- 1962 : Une femme aux abois (coproduction avec Robert Paturel)
- 1963 : Cinq filles en furie (coproduction avec André Cotton)
- 1964 : La Baie du désir (coproduction avec André Cotton et Robert Paturel)
- 1965 : Espions à l'affût (coproduction avec Robert Paturel)
- 1966 : Jerry Cotton contre les gangs de Manhattan de Harald Philipp (coproduction franco-allemande)
- 1966 : La Peur et l'Amour (coproduction avec Robert Paturel)
- 1968 : Poker d'as pour Django de Roberto Bianchi Montero (coproduction italo-française)
- 1968 : La Violence et l'amour (coproduction avec Robert Paturel)
- 1968 : La Nuit la plus chaude (coproduction avec Robert de Nesle)
- 1969 : Sept hommes pour Tobrouk (La battaglia del deserto) de Mino Loy (coproduction italo-française)
- 1969 : La Main noire (coproduction italo-française, avec Robert de Nesle, scénariste : Jean-Pierre Bastid)
- 1970 : Claude et Greta
- 1971 : Je suis une nymphomane
- 1973 : Je suis frigide... pourquoi ?
- 1974 : Club privé pour couples avertis
- 1974 : Sexuellement vôtre
- 1975 : Rêves pornos (ou Le Dictionnaire de l'érotisme)
- 1975 : L'Esclave (The Image) de Radley Metzger (coproduction américano-française)
- 1975 : Les Mille et une perversions de Felicia
- 1976 : Luxure
- 1977 : Marche pas sur mes lacets (coproduction avec Jacques Leitienne, René-Marie Bobichon, Gabriel Rossini)
- 1978 : Embraye bidasse, ça fume (coproduction avec Jacques Leitienne, René-Marie Bobichon)
- 1979 : On est venu là pour s'éclater (coproduction franco-allemande avec Jacques Leitienne, René-Marie Bobichon)
- 1980 : Mieux vaut être riche et bien portant que fauché et mal foutu (coproduction franco-germano-hispano-tunisienne avec Tarak Ben Ammar)
- 1981 : Belles, blondes et bronzées (coproduction franco-germano-espagnole)
- 1982 : On n'est pas sorti de l'auberge (coproduction avec Jacques Leitienne, René-Marie Bobichon)
- 1983 : Les Branchés à Saint-Tropez (coproduction avec Jacques Leitienne)
- 1983 : 2019 après la chute de New York de Sergio Martino (coproduction italo-française)
- 1984 : Apocalypse dans l'océan rouge de Lamberto Bava (coproduction italo-française)
- 1985 : Brigade des mœurs (coproduction avec Jacques Leitienne, René-Marie Bobichon)
- 1986 : Deux enfoirés à Saint-Tropez (coproduction avec Jacques Leitienne, René-Marie Bobichon, Gabriel Rossini, Alice Moffa)
- 1987 : On se calme et on boit frais à Saint-Tropez (coproduction avec Jacques Leitienne, René-Marie Bobichon, Gabriel Rossini)

### Acteur
- 1974 : Club privé pour couples avertis : Le maraîcher / Max, le réalisateur
- 1982 : On n'est pas sorti de l'auberge : le réalisateur de publicité (non crédité)
- 1983 : Les Branchés à Saint-Tropez : le commissaire (non crédité)
- 1999 : I Am a Nymphomaniac: The Films of Max Pecas, un épisode de la série documentaire Eurotika!  d'Andy Stark et Pete Tombs : lui-même
- 2007 : Mon curé chez les bidasses documentaire de Nicolas Castro et Laurent Preyale : lui-même (images d'archives)
- 2011 : Max Pécas, le roi du navet documentaire de Michel Guillerm : lui-même (images d'archives)